# Budoia
Budoia là một đô thị ở tỉnh Pordenone trong vùng Friuli-Venezia Giulia, có cự ly khoảng 110 km về phía tây bắc của Trieste và khoảng 13 km về phía tây bắc của Pordenone. Tại thời điểm ngày 31 tháng 12 năm 2004, đô thị này có dân số 2.311 và diện tích là 37,7 km².
Đô thị Budoia có các frazioni (các đơn vị cấp dưới, chủ yếu là các làng) Dardago vàanta Lucia.
Budoia giáp các đô thị: Aviano, Fontanafredda, Polcenigo, Tambre.